# Leptecophylla juniperina
 Leptecophylla juniperina es una especie de planta fanerógama de la familia Ericaceae. La especie es nativa de Nueva Zelanda y de Australia, en los estados de Tasmania y  Victoria. 
Produce frutas comestibles, las cuales se pueden consumir crudos o cocidos. Las flores son hermafrodita. (tiene ambos órganos masculinos y femeninos). La planta prefiere la luz y requiere suelos bien drenados (suelo húmedo), y puede crecer en suelos pobres nutricionalmente. La planta prefiere suelos ácidos y neutros. Puede crecer en semi-sombra (la luz del bosque).  Las plantas son muy susceptibles a la sequía. Una buena planta de jardín. De crecimiento lento. Las plantas crecen mejor en zonas con inviernos moderados y veranos frescos húmedo. Las plantas tienen sistemas de raíces muy finas y hay que tener mucho cuidado al trasplantarlas. Está estrechamente relacionado con la especie Leptecophylla robusta y es a veces más generosos con sus pequeños frutos de color blanco.
Tres subespecies son reconocidas:
- L. juniperina (J.R.Forst. & G.Forst.) C.M.Weiller subsp. juniperina (Nva. Zelanda y Tasmania)[2]
- L. juniperina subsp. oxycedrus (Labill.) C.M.Weiller (Tasmania y Victoria)[2]
- L. juniperina subsp. parvifolia (R.Br.) C.M.Weiller (Tasmania)[2]

## Nombres comunes
Los nombres comunes usados en Nueva Zelanda son: Prickly Heath y  Prickly Mingimingi. En Australia, la subespecies parvifolia (sin. Cyathea parviflora) es conocida como: Pink Mountain Berry. 
Los nombres comunes Maorí son: Hukihuki, Hukihukiraho, Inakapōriro, Inangapōriro, Kūkuku, Miki, Mikimiki, Mingi, Mingimingi Ngohungohu, Pā tōtara, Taumingi, Tūmingi.

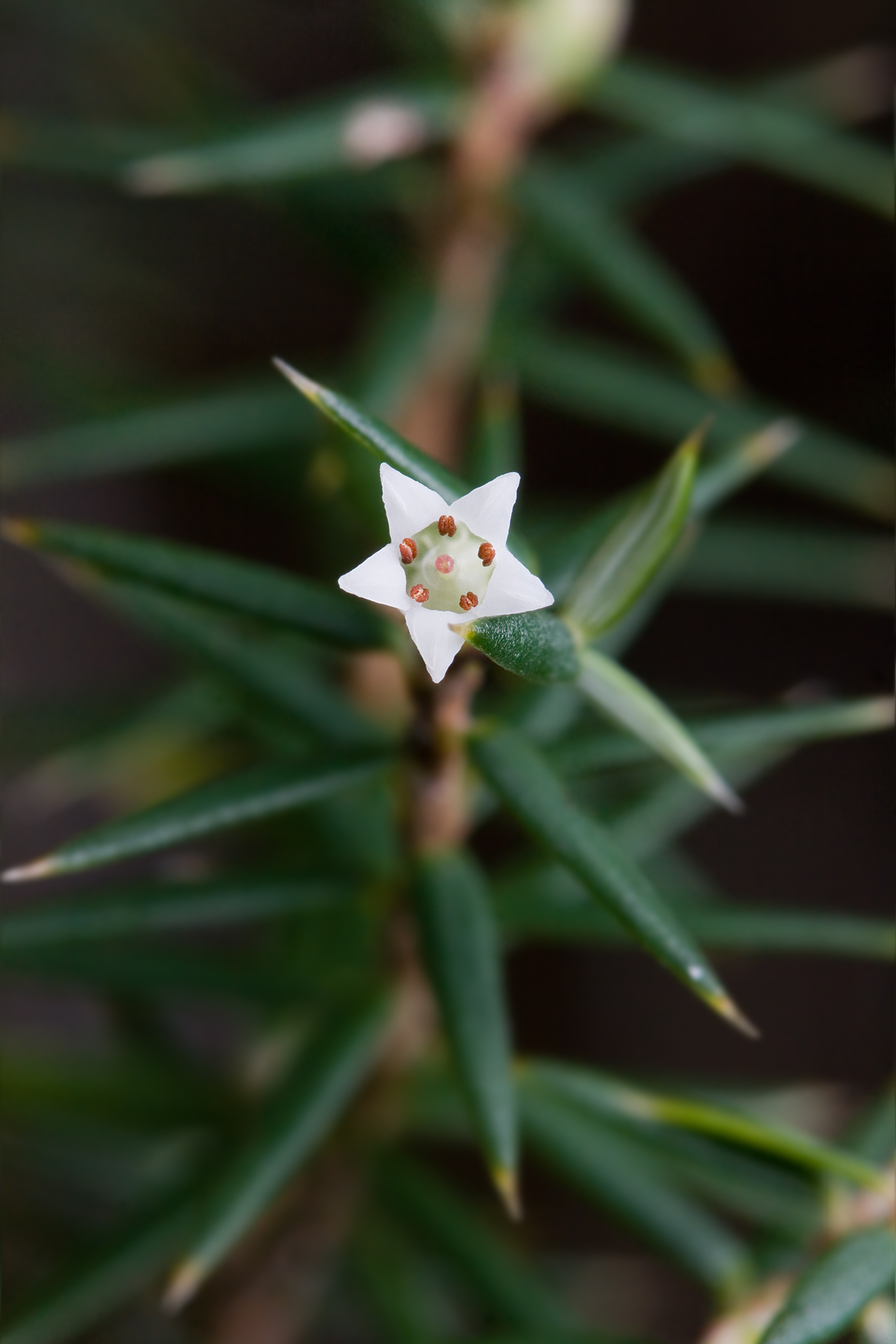
Flores.

## Sinónimos
Cyathodes juniperina Druce, Styphelia juniperina Pers., Epacris juniperina J.R.Forst. & G.Forst.; Leucopogon juniperinus R.Br.